# Полковник Тун
Полковник Тун (также Полковник Томб, Полковник Тон, Полковник Нгуен Тун; вьетн. Đại tá Toon) — персонаж городской легенды северовьетнамский военный лётчик-ас, якобы служивший в ВВС Северного Вьетнама и сбивший тринадцать американских самолётов во время войны во Вьетнаме. Если верить легенде, он был сбит 10 мая 1972 года самолётом ВМС США F-4 Phantom II, которым управляли лейтенанты Рэнди «Дюк» Каннингем (пилот) и Уильям «Айриш» Дрисколл (штурман).

## Появление легенды
Легенда о «полковнике Туне» появилась в середине Вьетнамской войны. Во время боёв между Народными ВВС Вьетнама и ВМС США американские пилоты, как сообщается, часто видели принадлежащие Народным ВВС самолёты МиГ-17 с бортовым номером 3020 и МиГ-21 с бортовым номером 4326, на носах которых было нарисовано по тринадцать символов красных звёзд, что означало, что данные самолёты сбили тринадцать самолётов противника. При этом при прослушивании радиоособщений, которыми вьетнамские лётчики обменивались с наземными силами или между собой, американцы якобы слышали регулярное повторение слова «Тун» или «Томб». Появилась информация, что это слово является именем легендарного лётчика. С этого времени возникла легенда о вьетнамском «суперасе» Туне.
Больше всего слухов о «Туне» распространялось среди американских пилотов в период с 1967 по 1972 год: к этому времени он стал своего рода легендой среди лётчиков, а сведения о нём обрастали всевозможными слухами. Так, «Туну» в скором времени «присвоили» звание «полковник», а также «дали» ему имя «Нгуен», весьма распространённое во Вьетнаме. В некоторых документах также появились свидетельства, что его зовут «Нгуен Тун». Эти слухи повлияли на психическое состояние некоторых американских пилотов, в результате чего они в спешке сбрасывали бомбы ещё до достижения цели или просто ретировались при появлении самолёта МиГ.
Слухи продолжали ходить до 10 мая 1972 года, когда МиГ-17 под номером 3020, как сообщалось, был сбит самолётом F-4 Phantom II ВМС США, которым управляли лейтенанты Рэнди «Дюк» Каннингем (пилот) и Уильям «Айриш» Дрисколл (штурман). После этого легенда о «полковнике Туне» в рядах лётчиков ВМС США постепенно сошла на нет.

## Недостоверность легенды
На самом деле пилоты Северного Вьетнама, принимавшие участие в воздушных боях, не имели званий выше майора. Некоторые считают, что за мифического аса могли принимать Динь Тона или Фам Туана — пилотов, чьи фамилии звучат почти как «Тун». Тем не менее известно, что данные пилоты в первую очередь занимались рейдами против бомбардировщиков B-52, имея соответствующую подготовку, а не воздушными дуэлями, поэтому число сбитых ими самолётов не было достаточным, чтобы считать их лётчиками уровня «асов».
Американские пилоты, как правило, летали каждый на одном конкретном самолёте, переходя к пилотированию других только в тех случаях, когда их самолёты оказывались сбиты или повреждены. Напротив, в связи с очень низким числом доступных им самолётов пилоты Северного Вьетнама часто пилотировали один и тот же боевой самолёт по очереди. Многие самолёты, таким образом, могли сбивать вражеские под управлением разных пилотов. Непонимание этого американскими пилотами, возможно, и привело к появлению легенды о «полковнике Туне».
По мнению некоторых исследователей, слово «Тун» или «Томб» не является вьетнамским именем или фамилией. Было высказано предположение, что это мог быть некий позывной, который по причине многократного повторения американцы ошибочно приняли за имя пилота. На самом деле при обмене сообщениями между наземными силами и пилотами Вьетнама последние никогда не использовали свои настоящие имена, а только псевдонимы для обозначения себя или своего самолёта.

## Известные реальные факты
Однако после окончания войны некоторая информация всё же была опубликована. Так, стало известно, что МиГ-17Ф с бортовым номером 3020 был приписан к 923-му истребительному полку. Этот самолёт имел окраску в виде зелёных полос по бокам: среди американских пилотов самолёты с окраской такого типа были известны под названием «зелёная змея». Этим самолётом за время войны управляли множество пилотов, и он, пилотируемый ими, сбил в общей сложности как минимум восемь вражеских самолётов. Известны двое из его пилотов: Нгуен Ван Бэй (по прозвищу Бэй A) и Ле Хай. Оба пилота признавались асами: подтверждено, что Нгуен Ван Бэй сбил (на разных самолётах) семь самолётов противника, Ле Хай — шесть. Оба они впоследствии получили звание героя, остались живы после войны и были повышены по службе до полковников. О том же, какого пилота сбили Рэнди «Дюк» Каннингем и Уильям «Айриш» Дрисколл, нет опубликованной информации.
Что же касается самолёта МиГ-21ПФ с бортовым номером 4326, который в настоящее время экспонируется в военном музее при аэропорте Бать Май, Ханой, то он был приписан к 921-му истребительному полку «Сао До» («Красная звезда»). Этим самолётом также попеременно управляли многие пилоты, и он сбил в общей сложности тринадцать вражеских самолётов. Позже шесть пилотов, управлявших этим самолётом, получили звание героев, в том числе пилот Нгуен Ван Кок, который сбил девять подтверждённых вражеских самолётов (американцы признали семь), что является рекордом в ВВС Северного Вьетнама.
Тем не менее рекорд Народных ВВС Вьетнама по числу сбитых самолётов применительно к самолёту принадлежит, согласно официальным данным, МиГ-21ПФ с бортовым номером 4324, приписанному к 921-му истребительному полку, который пилотировался двенадцатью различными лётчиками, совершил шестьдесят девять боевых вылетов, участвовал в воздушных боях двадцать два раза, выпустил двадцать пять ракет и сбил четырнадцать американских самолётов в период с ноября 1967 по май 1968 года. Этот самолет впоследствии был назван «счастливым», потому что не только сбил больше всего вражеских самолётов (14 штук), но и 3/4 пилотов, им управлявших, сбивали врага. Из двенадцати управлявших им пилотов девять человек сбивали самолёты противника, восемь были признаны асами, семеро удостоились звания героя, а пятеро стали генералами. В настоящее время этот самолёт является экспонатом Военно-исторического музея в Ханое.